# Ллойд Ерскін Сендіфорд
Ллойд Ерскін Сендіфорд (англ. Lloyd Erskine Sandiford; 24 березня 1937 — 26 червня 2023) — барбадоський політик, прем'єр-міністр Барбадосу у 1987—1994 роках.

## Біографія
Сендіфорд народився на Барбадосі. Здобував освіту в коледжі Гаррісон, після цього закінчив Університет Вест-Індії на Ямайці, де здобув звання бакалавра мистецтв. Потім продовжив навчання у Великій Британії в Манчестерському університеті, отримавши ступінь магістра економіки та соціальних досліджень. Сендіфорд повернувся на Барбадос, де приєднався до Демократичної лейбористської партії (ДЛПБ). 1967 року, за рік після здобуття незалежності, його було обрано до сенату Барбадосу. Сендіфорд брав участь у загальних виборах 1971 року, за результатами яких отримав місце в Палаті асамблеї. ДЛПБ на чолі з Ерролом Берроу сформувала уряд, в якому Сендіфорд займав різні посади, включаючи пост міністра освіти. Після поразки на виборах 1976 року ДЛПБ сформувала опозицію.
1986 року ДЛПБ знову прийшла до влади. Сендіфорд став віце-прем'єр-міністром в уряді Берроу. Наступного року Берроу помер і Сендіфорд замінив його на посту прем'єр-міністра. Він привів ДЛПБ до перемоги на загальних виборах 1991 року. 1994 року Сендіфорд після висунутих проти нього з боку опозиції звинувачень пішов з посту глави уряду, коли більшість членів його власної партії проголосували за його відставку. Сендіфорд програв вибори 1994 року Овену Артуру. Залишався в парламенті до 1999 року, а нині викладає в Ком'юніті-коледжі економіку та політику країн Карибського басейну.
2000 року Ерскіну Сендіфорду було присуджено вищу нагороду Барбадосу, орден Святого Ендрю.